# Marcos Marcelo Tejera Battagliesse
Marcos Marcelo Tejera (Montevideo, 6 d'agost de 1973) va ser un futbolista uruguaià, que jugava com a migcampista. És internacional per la selecció de futbol del seu país. A banda d'equips de l'Uruguai, sobretot Defensor, Tejera ha estat present a les lligues italiana, espanyola, anglesa, argentina, mexicana i colombiana.